# Корольченко Анатолій Пилипович
Анатолій Пилипович Корольченко (рос. Анатолий Филиппович Корольченко)  (нар. 12 квітня 1922 року, Ростов-на-Дону) — письменник, журналіст, член Спілки журналістів СРСР (1963).

## Життя і творчість
Анатолій Пилипович народився в Ростові-на-Дону. Перша юнацька публікація в газеті «Ленінські онучата» у 1936 році. По закінченні десятирічки у 1940 році, був покликаний в ряди Червоної Армії. Солдатську службу проходив у Монголії.
В листопаді 1941 року закінчив достроково навчання у піхотному училищі у званні лейтенанта. Отримав призначення в Сталінград, у повітрянодесантні війська. Командував ротою, батальйоном, не раз водив солдатів в атаку на Карельському, 3-му і 2-му Українських фронтах. Брав участь у Свірсько-Петрозаводській, Балатонскій, Віденській, Празькій операціях. Анатолій Пилипович Корольченко нагороджений чотирма бойовими орденами, багатьма медалями.
Після німецько-радянської війни закінчив Військовий педагогічний інститут. Анатолій Пилипович служив у військах на різних посадах. Остання посада — військовий радник у Генеральному штабі армії однієї з країн Африки.
Після звільнення з армії зайнявся літературною роботою. Під час співробітництва у військових газетах «Червона зірка», «Червоний прапор», «Комсомольская правда», в травні 1963 року був прийнятий в Союз журналістів СРСР.
У 1969 році була надрукована перша документальна повість в двох номерах журналу «Зірка». Там же з'явилася добірка оповідань, а потім подорожні нариси.
У 1986 році вийшла в світ повість «Отаман Платов» про легендарного героя Вітчизняної війни 1812 року донського отамана.

## Твору
- Миусские рубежі (1971)

- У країні великий Джериги (1976)

- Сокрушення Міус-фронту (1978)

- Десантники атакують з неба (М., 1980)

- І помер у Таганрозі (1995)

- Жуків. Фрагменти життя полководця (1995)

- Жуков наказав! (1996)

- Маршал Рокоссовський (1997)

- Генерал Скобелєв (1997)

- Вибитий генералітет (2000)

- Над старою картою (2001)

- Генерал Платов (2002)

- Битва за Кавказ (2005)

- Звільнення Відня (2005)

- Маршали перемоги (2006)

- Несамовитий Жуков (2007)

- Раєвський (2007)